# Газпром трансгаз Казань
ООО «Газпро́м трансга́з Каза́нь» — региональная газотранспортная компания и крупнейшая газораспределительная компания в Республике Татарстан, является дочерним предприятием ПАО «Газпром».

## Деятельность
«Газпром трансгаз Казань» осуществляет транспортировку природного газа в центральные регионы Российской Федерации, страны ближнего и дальнего зарубежья, также распределяет природный газ по Республике Татарстан и ряду районов соседних республик и областей. Главными задачами являются эксплуатация магистральных газопроводов в зоне своего обслуживания Единой системы газоснабжения Российской Федерации, эксплуатация газораспределительных сетей, проектирование систем газоснабжения, капитальный и восстановительный ремонт действующих газопроводов и объектов газового хозяйства, транспортировка и поставка природного газа.
В настоящее время эксплуатирует более 5,8 тысяч км магистральных и свыше 43 тысяч км распределительных газопроводов, 200 газораспределительных станций.
Штаб-квартира находится в городе Казань. Генеральным директором является Усманов Рустем Ринатович.
До 1 июля 2019 года компанией руководил Рафкат Абдулхаевич Кантюков

## История
Предприятие образовано 1 июля 1955 года после пуска в эксплуатацию магистрального газопровода «Миннибаево — Казань», который по протяжённости стал третьим газопроводом (после «Саратов — Москва» и «Дашава — Киев — Москва»), построенным в СССР в послевоенные годы и первым в Татарстане. Прежнее название — Казанское управление магистральных газопроводов. Тогда протяжённость газопровода составляла 251 км.
В 1966 году впервые в Советском Союзе освоен дальний транспорт сжиженных газов по продуктопроводу «Миннибаево-Казань» протяженностью 292 километра. Это позволило обеспечить углеводородным сырьем Казанский завод органического синтеза.
В 1974 году Казанское управление магистральных газопроводов переименовано в производственное объединение «Таттрансгаз».
В 1998 «Таттрансгазу» переданы сеть магистральных газопроводов Ужгородского «коридора», а также участки магистральных газопроводов «Уренгой-Челябинск-Петровск-Новопсков» общей протяженностью 1405 км.
В 2008 году ООО «Таттрансгаз» переименовано в ООО «Газпром трансгаз Казань».
В настоящее время ООО «Газпром трансгаз Казань» транспортирует ежегодно более 240 млрд. кубометров природного газа в центральные регионы Российской Федерации, из них порядка 18 млрд м3 — в Республику Татарстан.